# Várhelyi Gyula (történész)
Várhelyi Gyula (Kézdivásárhely, 1891. szeptember 22. – Kézdivásárhely, 1935. december 2.) erdélyi magyar történész, közíró.

## Életútja
Középiskoláit a kézdivásárhelyi Római Katolikus Főgimnáziumban végezte, majd két éven át teológiát hallgatott Kalocsán, aztán átiratkozott a kolozsvári I. Ferenc József Tudományegyetem Történelem–Földrajz Karára, de tanulmányait az első világháború miatt félbeszakította és csak az orosz, majd az olasz frontról való hazatérése után fejezte be. A nagyszebeni, majd a gyulafehérvári római katolikus főgimnáziumban tanított. Doktori értekezését a honfoglaló magyarság kultúrájáról és vallásáról 1922-ben Szegeden védte meg. 1924-ben hazatért szülővárosába, egykori iskolájában tanított haláláig.

## Munkássága
Rendszeresen közölt történelmi, politikai, földrajzi, néprajzi és tudománynépszerűsítő cikkeket a korabeli lapokban. Nagy szerepe volt Kézdivásárhely művelődési életében, színjátszó és kórusmozgalmában. Számos kulturális egyesületnek volt az alapítója és vezetője, többek között a Római Katolikus Otthon Pázmány Péterről elnevezett irodalmi szakosztályát irányította. Részt vett a Nicolae Iorga irányította Vălenii de Munte-i szabadegyetemen is.